# Kurt Brand (Schriftsteller)
Kurt Brand (* 10. Mai 1917 in Barmen; † 8. November 1991 in Kaltern, Südtirol) war ein deutscher Science-Fiction-Autor. Er veröffentlichte auch unter den Pseudonymen C. R. Munro, Buster Brack, Conny Cuba, Cherry Moss, Lex Porter und Lars Torsten.

## Leben
Kurt Brand wuchs in der Kleinstadt Rheinbach auf, wo er das Gymnasium besuchte, Jules Verne las und 1931/32 eine auf Gelatine abgezogene Schülerzeitung herausgab, die es auf fünf Ausgaben brachte. Darin erschien auch seine erste Science-Fiction-Geschichte, Die weiße Sonne. Mit 18 Jahren bot er seinen ersten Roman, Motoren donnern zum Ziel, Verlagen an; er wurde jedoch abgelehnt. Sein zweites Buch, Eisberge bekämpfen die Welt, konnte auf Grund des Kriegsbeginns und des damit verbundenen Papiermangels nicht gedruckt werden.
In der Zeit des Dritten Reiches war Kurt Brand Soldat in Peenemünde und wirkte auch am Start auf England gerichteter V2-Raketen mit. 1945 kam er in sowjetische Kriegsgefangenschaft.
Nach dem Krieg ging er 1946 nach Köln und baute dort eine der nach eigenen Angaben größten privaten Leihbüchereien mit 24.000 Bänden auf und wurde freier Schriftsteller, nachdem die Leihbücherei aus finanziellen Gründen aufgegeben wurde. In dieser Zeit schrieb er seinen ersten veröffentlichten Science-Fiction-Roman, Türme der Sahara, der 1951 im Anker Romanvertrieb erschien. Die Fortsetzung, Außenstation VII explodiert, publizierte er 1956 im Alka Verlag. Um über die Runden zu kommen, verfasste Kurt Brand eine große Zahl von Western, Krimis und Abenteuerromanen unter zahlreichen Pseudonymen. Als seine SF-Leihbücher bei Pabel und Moewig in deren Heftreihen nachgedruckt wurden, begann er neue Texte für die beiden Verlagshäuser zu schreiben. Seine weiteren Stationen waren Perry Rhodan, Ren Dhark und Raumschiff Promet, ehe er für Krimireihen wie Fledermaus, Kommissar X und Jerry Cotton arbeitete.
Am 8. November 1991 verstarb Kurt Brand nach schwerer Krankheit im Alter von 74 Jahren in seiner Wahlheimat Kaltern in Südtirol. Er hat circa 900 bis 1000 Romane verfasst, mehrheitlich im Bereich des Heftromans.

## Werk
In den 1950er Jahren wurde Kurt Brand mit seinen immer fantastischen, manchmal „abgedrehten“ Einzelromanen für diverse Leihbuchverlage bekannt. Die Mischung aus verrückten Ideen, bizarren, häufig nur angedeuteten Settings und einer sehr idiosynkratischen Schreibweise – die sich teilweise wenig um die Regeln deutscher Grammatik scherte – wie sie für so ziemlich alle seine Werke typisch war, stieß fast ebenso häufig auf vehemente Kritik wie auf begeisterte Zustimmung. Auch Kritiker gestanden Brand zu, dass er sich immer deutlich vom „Einheitsbrei“ deutscher Leihbuch- und Heft-SF abgehoben hat.
In der Zeit von 1951 bis 1959 schrieb er 21 Science-Fiction-Romane und 128 Romane in anderen Genres, wobei es sich hier hauptsächlich um Western handelte. Kurt Brand zählt neben K. H. Scheer, Clark Darlton und W. D. Rohr zu den Pionieren der deutschen Science-Fiction-Szene der 1950er Jahre.
Am 27. April 1962 schloss er sich dem Perry-Rhodan-Team an. Mit Perry-Rhodan-Heft 34, Levtan, der Verräter schrieb er sein erstes von insgesamt 38 Perry-Rhodan-Heften. Dazu kam noch ein Taschenbuch, Band 3, Schatzkammer der Sterne und das Atlan-Heft 15, Die Transmitterfalle. 1965 schrieb er mit Heft 208, Die blauen Herrscher seinen letzten Perry-Rhodan-Roman. Am 10. September 1965 trennte er sich aufgrund von „Unstimmigkeiten“ vom Verlag. Andere Quellen berichten von einem handfesten Streit.
Er entwickelte danach die Ren-Dhark-Serie und bot sie dem Kelter Verlag an. Kurt Brand schrieb für die gesamte Serie die Exposés sowie 53 der insgesamt 98 Hefte. Der Name der Hauptfigur (Ron) Ren Dhark stammt nicht von Kurt Brand, wie oft fälschlicherweise behauptet wird.  Der wirtschaftliche Erfolg hielt sich in Grenzen, was zum frühzeitigen Ende der Serie führte.
Mit dem Zauberkreis Verlag fand Kurt Brand dann die neue Heimat für seine Werke. Dieses Unternehmen war in dieser Zeit die einzige Anlaufstelle außerhalb des Pabelschen SF-Universums. In dieser Zeit der Umorientierung verfasste Kurt Brand vermehrt Krimis (u. a. konzipierte er die utopisch-phantastische Krimireihe Checkpart 2000 für den Kelter-Verlag und schrieb auch einen Großteil der Romane Jerry Cotton, Kommissar X, Captain Morris, die sechs Ren-Dhark-Taschenbücher, sogar Vampir-Geschichten u. a.) und reaktivierte sein altes Pseudonym C. R. Munro für den Science-Fiction-Bereich wieder.
1971 erfand Kurt Brand für den Kölner Andromeda Verlag (später: Astro Verlag) die als Raumschiff Promet bekannt gewordene, offiziell aber „Arn Borul – Von Stern zu Stern“ betitelte SF-Serie. Er betreute sie etwa ein Jahr lang, bevor er sich mit dem Verleger überwarf und durch den SF-Autor Hermann Peters ersetzt wurde. Daneben schrieb Brand für die SF-Serien Zeitkugel und Mondstation 1999. Gegen Ende der 1980er Jahre versöhnte er sich schließlich wieder mit den Perry-Rhodan-Autoren und nahm am Perry Rhodan Worldcon, einem Fantreffen, teil.
Im TERRA-Kleinband 221 findet sich ein Autorenporträt von Kurt Brand, aus dem er in der Literatur über Science-Fiction-Autoren häufig zitiert wird:

„SF bedeutet für mich mehr als nur abenteuerliches Geschehen, das in ein modernes Gewand gekleidet ist. Der uralte Traum der Menschheit, fremde Sterne zu betreten und ihre Rätsel zu entschleiern, nähert sich seiner Erfüllung. Aber diese großen Ziele erfordern gleichzeitig einen neuen Typus Mensch, der immer wieder zu beweisen hat, dass er letztlich wert ist, über den Raum hinweg die Sterne zu erreichen.“

### Perry-Rhodan-Heftromane (1962–1965)
- 34: Levtan, der Verräter (1962)
- 42: Raumschiff TITAN funkt SOS (1962)
- 46: Geschäfte mit Arkon-Stahl (1962)
- 51: Jagd nach dem Leben (1962)
- 55: Der Schatten des Overhead (1962)
- 67: Zwischenspiel auf Siliko V (1962)
- 71: Fehlsprung der Tigris (1963)
- 78: Thoras Opfergang (1963)
- 83: Hallo Topsid, bitte melden! (1963)
- 89: Guckys große Stunde (1963)
- 90: Atlan in Not (1963)
- 97: Preis der Macht (1963)
- 98: Entfesselte Gewalten (1963)
- 103: Das Plasma-Ungeheuer (1963)
- 109: Der Blockadering um Lepso (1963)
- 112: Der Mann mit den zwei Gesichtern (1963)
- 114: Rufer aus der Ewigkeit (1963)
- 123: Saboteure in A-1 (1964)
- 130: Freiwillige für Frago (1964)
- 132: Die Macht der Unheimlichen (1964)
- 137: Sturm auf die Galaxis (1964)
- 138: Risiko unendlich groß (1964)
- 142: Agenten der Vernichtung (1964)
- 148: Sprung in den Interkosmos (1964)
- 149: Kampf um die Hundersonnenwelt (1964)
- 152: Größer als die Sonne (1964)
- 159: Gucky, der Großwildjäger (1964)
- 164: Im Bann des Riesenplaneten (1964)
- 165: Kontaktschiff Terrania (1964)
- 170: Im Dschungel der Sterne (1964)
- 175: Wettlauf gegen die Zeit (1965)
- 176: In letzter Minute (1965)
- 185: Flammen über Badun (1965)
- 186: Die Hypno-Kugel (1965)
- 193: Panik im Sonnensystem (1965)
- 199: Arkons Ende (1965)
- 204: Das Drung (1965)
- 208: Die blauen Herrscher (1965)